# Ant & Dec

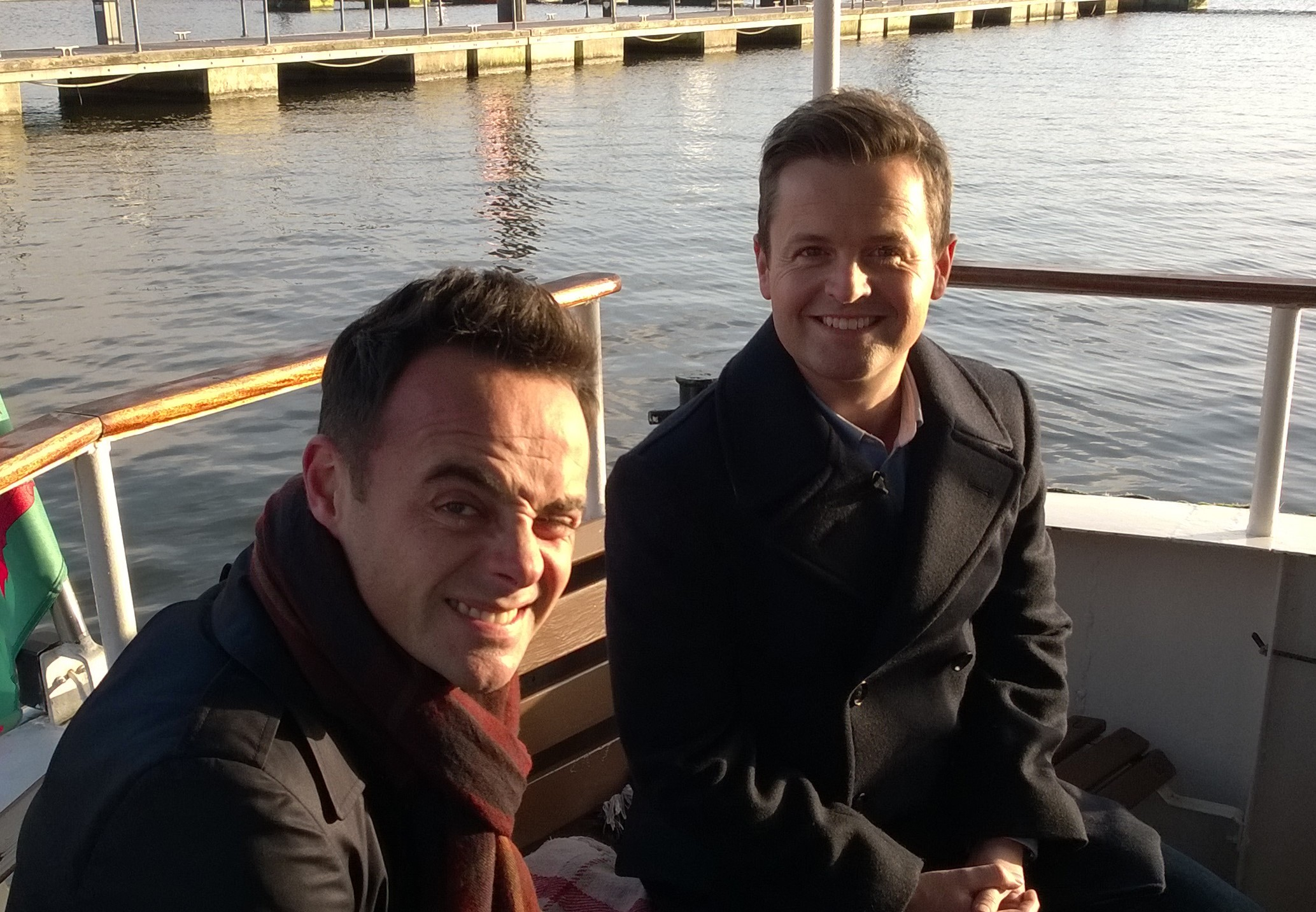
Ant & Dec a Cardiff Bay nel 2014.

Ant & Dec sono un duo di conduttori televisivi britannici composto da Anthony David McPartlin (Newcastle upon Tyne, 18 novembre 1975) e Declan Joseph Oliver Donnelly (Newcastle upon Tyne, 25 settembre 1975).

## Carriera
Il duo si è fatto conoscere come duo musicale nel programma Byker Grove; ai tempi si chiamava PJ & Duncan. Con il nome PJ & Duncan hanno realizzato tre album in studio: Psyche (1994), Top Katz (1995) e The Cult of Ant & Dec (1997). Hanno esordito con il singolo Tonight I'm Free nel dicembre 1993.
Nel periodo successivo hanno avuto successo come conduttori cambiando nome: hanno presentato il programma per bambini SMTV Live (1998-2001), il game-show Friends Like These (1999-2000), il talent-show Pop Idol, il programma di intrattenimento Ant & Dec's Saturday Night Takeaway (dal 2002), I'm a Celebrity...Get Me Out of Here! (dal 2002), Wanna Bet? (2008), Ant & Dec's Push the Button (2010-2011), Britain's Got Talent (dal 2007), Red or Black? (2011-2012) e Text Santa (dal 2011).
Nel 2006 hanno recitato nel film Alien Autopsy, per la regia di Jonny Campbell.
Nel 2001, nel 2015 e nel 2016 hanno condotto i BRIT Awards.